# I. A. L. Diamond
I. A. L. Diamond (Ungheni, 27 de junho de 1920 - Beverly Hills, 21 de abril de 1988) foi um roteirista estadunidense. Ele ganhou um Oscar por Se Meu Apartamento Falasse. Diamond colaborou em muitos filmes de Billy Wilder entre eles: Quanto Mais Quente Melhor (1959); Irma la Douce (1963); A Vida Íntima de Sherlock Holmes (1970) e Uma Loura por um Milhão (1966).

## Biografia
I. A. L. Diamond, nascido em Ungeni, Romênia, recebeu originalmente o nome de Itek Dommnici. Quando ele tinha 9 anos, sua família se mudou para os Estados Unidos e adotou o nome de Diamond. Na Universidade de Columbia, ele começou a escrever para o The Columbia Spectator, onde acabou se tornando editor.

## Prêmios e indicações

### Oscars
com Billy Wilder
| Ano  | Categoria               | Filme              | Resultado |
| ---- | ----------------------- | ------------------ | --------- |
| 1959 | Melhor Roteiro Adaptado | Some Like It Hot   | Indicado  |
| 1960 | Melhor Roteiro Original | The Apartment      | Venceu    |
| 1966 | Melhor Roteiro Adaptado | The Fortune Cookie | Indicado  |

### Globo de Ouro
com Billy Wilder
| Ano  | Categoria      | Filme   | Resultado |
| ---- | -------------- | ------- | --------- |
| 1972 | Melhor Roteiro | Avanti! | Indicado  |

### WGA Awards
- 1957: Love in the Afternoon – Comédia Americana (com Billy Wilder)
- 1959: Some Like It Hot – Comédia Americana (com Billy Wilder)
- 1960: The Apartment – Comédia Americana (com Billy Wilder)
- 1961: One, Two, Three – Comédia Americana (com Billy Wilder)
- 1963: Irma la Douce – Comédia Americana (com Billy Wilder)
- 1966: The Fortune Cookie – American Comedy (com Billy Wilder)
- 1969: Cactus Flower – Melhor Roteiro Adpatado (comédia)
- 1970: The Private Life of Sherlock Holmes – Melhor Roteiro Original (comédia) (com Billy Wilder)
- 1972: Avanti! – Melhor Roteiro Adaptado (comédia) (com Billy Wilder)
- 1974: The Front Page – Melhor Roteiro Adaptado (comédia) (com Billy Wilder)
- 1980: Laurel Award de Cinema